# Natela Swanidse
Natela Swanidse (georgisch ნათელა დამიანეს ასული სვანიძე, Transkription Natela Damianes Assuli Swanidse; russisch Натела Дамиановна Сванидзе, Natela Damianowna Swanidse, wiss. Transliteration Natela Damianovna Svanidze; Vorname auch Nathela, Nachname auch Svanije; geboren am 4. September 1926 in Achalziche, Georgische SSR; gestorben am 17. November 2017 in Tiflis, Georgien) war eine georgische Komponistin.

## Leben
Natela Swanidse studierte bis zum Abschluss 1951 am Konservatorium Tiflis Komposition bei Andria Balantschiwadse. Am Moskauer Konservatorium vervollständigte sie ihre Studien bei Juri Alexandrowitsch Fortunatow (1911–1998), Rewol Bunin und Nikolai Peiko. 1951 wurde sie Mitglied im Georgischen Komponistenverband. Ab 1956 unterrichtete sie am Georgischen Theaterinstitut „Schota Rustaweli“, ab 1985 als Dozentin, ab 1991 als Professorin.

## Schaffen
Swanidse schrieb eine Oper, Werke für Orchester, darunter Sinfonische Dichtungen, außerdem Vokalmusik für Sologesang oder Chor sowie Oratorien nach Texten von Boris Pasternak, Pawel Antokolski und Tizian Tabidse, ferner Kammermusik und Werke für Klavier oder präpariertes Klavier.
In ihrem Frühwerk griff die Komponistin noch Elemente aus der Schule der georgischen Romantik auf. In dieser Phase komponierte sie u. a. Sinfonische Tänze (1949), das sinfonische Poem Samgori (1951) oder Vokalmusik wie die Kantate Kartlis Garten nach Giorgi Leonidse (1948/54).
Im Gefolge der Tauwetter-Periode nach Stalins Tod konnte sich Swanidse vermehrt mit der westlichen Gegenwartsmusik ihrer Zeit beschäftigen. In diesem Punkt wurde sie Teil einer in den 1920er und 1930er Jahren geborenen sowjetischen Komponistengeneration, zu der Edison Denissow, Sofia Gubaidulina, Alfred Schnittke und Arvo Pärt gehörten. Beeinflusst durch Besuche des Festivals Warschauer Herbst, änderte Swanidse 1963 ihren Kompositionsstil drastisch. In ihren Werken experimentierte sie nun mit Zwölftontechnik, serieller Musik, Sonorismus, Aleatorik und Elektronik. Indem sie dies mit Elementen aus traditionellen georgischen Chören und Gesängen kombinierte, entstand so eine musikalische Verbindung von Vergangenheit und Gegenwart. Swanidses neuer Stil schlug sich in Werken wie der 1. Sinfonie (1967) und dem Oratorium Pirosmani (1969) nieder, beide Kompositionen widmete sie ihrem Förderer, dem Dirigenten Gennadi Roschdestwenski.
Swanidse war vor allem eine Pionierin auf dem Gebiet der elektronischen Musik in ihrem Land. Sie schuf das erste georgische Werk mit Elektronik, das Oratorium Kartuli lamentatsiebi (Georgian Lamentations, 1974): In Epitaphium, dem fünften Teil des Oratoriums, dominieren elektronische Sounds, während simultan dazu der Chor das Wort „maradisoba“ („Ewigkeit“) skandiert. Swanidse kreierte den elektronischen Part auf einem EMS Synthi 100, einem viel verwendeten Synthesizer, den Moskau in den frühen 1970er Jahren aus England importieren ließ und den u. a. später auch der Komponist Eduard Artemjew für die Musik zum Film Stalker von Andrei Tarkowski einsetzte. Weitere georgische Komponisten, die nach Swanidse ebenfalls mit elektronischer Musik experimentierten, waren Nodar Mamissaschwili (1982) und Micheil Schugliaschwili (1995).
Die Verwendung von Techniken der westlichen Avantgarde führte dazu, dass Swanidses musikalisches Schaffen von den Sowjetbehörden teils ausgegrenzt und ignoriert wurde. In der Zeit nach der Unabhängigkeit Georgiens wurde u. a. Swanidses Monodrama Blood Drops from the Heart (2000) nach einem Text von Terenti Graneli beim Festival für zeitgenössische Musik Kontrapunkt in Tiflis 2010 aufgeführt. Von der Musikwissenschaft wurde Swanidse in den 2010er Jahren verstärkt wiederentdeckt und als Opfer politischer Repression in der Sowjetunion rehabilitiert. 2020, drei Jahre nach ihrem Tod, erschien erstmals ihr Epitaphium auf dem Album Natela beim Label CES Records, als Aufnahme der Uraufführung 2010 mit dem Georgian Philharmonic Orchestra samt zugehörigem Chor und als restaurierter Originaltrack auf dem EMS Synthi 100 von 1974, ergänzt durch Beiträge im Gedenken an Swanidse von jungen georgischen Musikern wie HVL, Tamo Nasidze und Mess Montage.

„Ich bedaure sagen zu müssen, dass ich zu früh dran war ... Ich wurde für die elektronische Musik geboren, hatte aber zu meiner Zeit praktisch keine technischen Möglichkeiten, solche Musik zu schaffen...“

## Auszeichnungen
- 1981 Verdiente Künstlerin der Georgischen SSR